# Alsamixer
alsamixer는 사운드 설정을 구성하고 음량을 조절하기 위해 사용되는 고급 리눅스 사운드 아키텍처(ALSA)를 위한 그래피컬 믹서 프로그램이다. ncurses 사용자 인터페이스를 보유하고 있으며 X 윈도 시스템을 요구하지 않는다. 여러 장치의 여러 사운드 카드를 지원한다.